# Dasyvalgus monachus
Dasyvalgus monachus är en skalbaggsart som beskrevs av Hermann Julius Kolbe 1904. Dasyvalgus monachus ingår i släktet Dasyvalgus och familjen Cetoniidae. Utöver nominatformen finns också underarten D. m. polyxanthus.